# 里约 (瓦兹省)
里约（法語：Rieux，法語：[ʁijø] ⓘ）是法国瓦兹省的一个市镇，属于克莱蒙区。

## 地理
里约（49°17'59"N, 2°31'7"E）面积2.33 平方千米，位于法国上法蘭西大區瓦兹省，该省份为法国北部内陆省份，北起索姆省，西接厄尔省和滨海塞纳省，南至塞纳-马恩省和瓦兹河谷省，东临埃纳省。
与里约接壤的市镇（或旧市镇、城区）包括：桑克、昂日库尔、布勒努耶、韦尔讷伊昂纳拉特、维莱圣保罗。

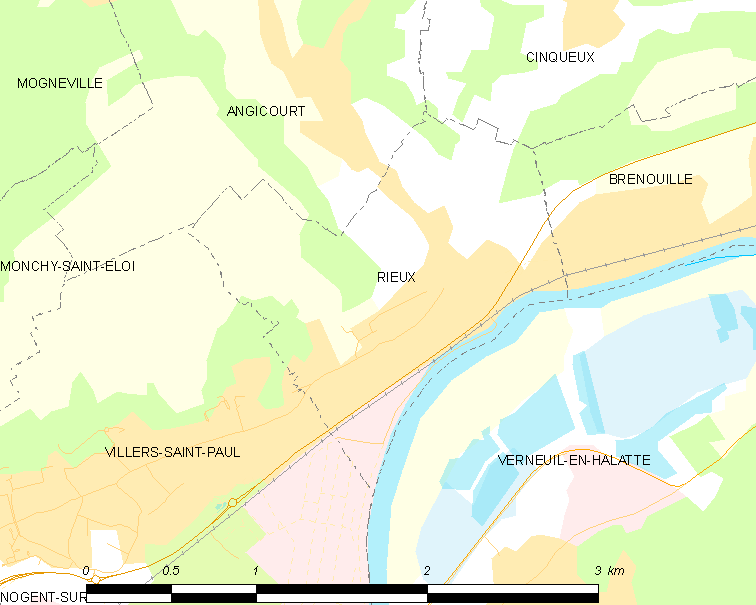
的OSM定位图

里约的时区为UTC+01:00、UTC+02:00（夏令时）。

## 行政
里约的邮政编码为60870，INSEE市镇编码为60539。

## 政治
里约所属的省级选区为蓬圣马克桑斯县。

## 人口

1962-2008年间人口变化图示

里约于2022年1月1日时的人口数量为1553人。